# Hogsthorpe
Hogsthorpe – wieś w Anglii, w hrabstwie Lincolnshire. Leży 56 km na wschód od Lincoln i 193 km na północ od Londynu.